# Bruce Hayes
Lawrence „Bruce“ Hayes (* 8. März 1963 in San Antonio, Texas) ist ein ehemaliger US-amerikanischer Schwimmer. Hayes gewann dreimal Gold bei den Pan American Games 1983 in Caracas, Venezuela. 1984 gewann Hayes eine Goldmedaille bei den Olympischen Sommerspielen in Los Angeles, wo seine Mannschaft den Schwimmweltrekord über 4 × 200 Meter Freistil aufstellte.
1990 schloss sich Hayes dem Schwimmteam New York Aquatics an und war der erste Träger einer olympischen Goldmedaille, der an den Gay Games (1990 und 1994) teilnahm. Hayes lebt in New York City.